# Martin Mulligan
Martin Mulligan, conosciuto in Australia col soprannome Marty e, in Italia, come Martino (Marrickville, 18 ottobre 1940), è un ex tennista australiano naturalizzato italiano nel 1968. Ha vinto per tre volte il singolare agli Internazionali d'Italia (1963-1965-1967) e, nel 1962, è stato finalista a Wimbledon nel Torneo di singolare. Nel doppio, in coppia con Roy Emerson, raggiunse la finale degli Australian Championships del 1961.

## Biografia
Di origini italiane (i nonni materni erano emigrati nel 1900 da Orsago), Mulligan è nato a Sydney nel sobborgo di Marrickville.
Si fece notare nel 1958, vincendo il singolare ragazzi agli Australian Championships e conquistando anche il titolo nel doppio in coppia con Bob Hewitt. In coppia con Roy Emerson raggiunse la finale degli Australian Championships nel 1961 venendo sconfitto da Rod Laver e Bob Mark.
Nel 1962 raggiunse la finale del singolare maschile del Torneo di Wimbledon, dove venne sconfitto dal connazionale Rod Laver per 6–2, 6–2, 6–1. Nello stesso anno arrivò in finale al Dutch Open di Hilversum.
Ha vinto il singolare agli Internazionali d'Italia per tre volte, negli anni 1963, 1965 e 1967. Vinse il singolare nel 1966 e nel 1967 allo Swedish Open di Båstad e nel 1967 e 1968 all'Austrian Open giocato a Kitzbühel. Si aggiudicò poi il Japan Championships del 1970. Nel corso della sua carriera raggiunse la "top ten" mondiale nel 1962, 1963, 1965 e 1967. Assieme a Hewitt vinse il doppio al U.S. Claycourts del 1960 e al German Doubles del 1962.
Mulligan ha sposato una ragazza italiana, dalla quale ha avuto due figli. Ottenuta la cittadinanza italiana nel 1968, Mulligan fu ammesso nella squadra nazionale di Coppa Davis, giocando un totale di nove incontri e mantenendo il rank n. 1 in Italia fra il 1968 ed il 1971. Il suo cambio di cittadinanza suscitò aspre polemiche presso la stampa di lingua inglese.
L'8 agosto del 1971, sulla terra battuta di Senigallia, disputò la sua unica finale "Open" in carriera, la seconda disputata da un tennista italiano, dove fu sconfitto nel "derby" contro Adriano Panatta, col punteggio di 6-3 7-5 6-1.
Ha allenato per dieci anni la squadra italiana di Coppa Davis e fu il primo giocatore non formatosi in Italia a ricevere il Premio Racchetta d'Oro dalla Federazione Italiana Tennis.

## Statistiche

### Da dilettante (1959-1968)

#### Vittorie (52)
|    | Anno | Data                      | Torneo                                                     | Superficie  | Avversario in finale | Punteggio                     |
| 1  | 1959 | 12-17 ottobre             | Sydney Metropolitan GC, Sydney                             | Erba        | Bob Hewitt           | 6-4, 3-6, 6-3                 |
| 2  | 1960 | gennaio                   | Tasmanian Championships, Hobart                            | Erba        | ?                    | ?                             |
| 3  | 1960 | 1-8 maggio                | Australian Hard Court, Canterbury                          | Terra rossa | Bob Hewitt           | 6-1, 6-2, 4-6, 6-4            |
| 4  | 1961 | 29 maggio - 3 giugno      | Surrey Grass Court Championships, Surbiton                 | Erba        | Warren Jacques       | 9-7, 6-2                      |
| 5  | 1962 | 1-6 marzo                 | Cannes Gallia, Cannes                                      | Terra rossa | Barry Phillips-Moore | 6-4, 1-6, 8-6                 |
| 6  | 1962 | 2-7 aprile                | Roehampton Hard Courts, Roehampton                         | Terra rossa | Tattersall           | 6-4, 6-3                      |
| 7  | 1962 | 8-14 aprile               | Cumberland Tournament, Hampstead                           | ?           | Warren Jacques       | 6-4, 6-4                      |
| 8  | 1962 | 28 maggio - 2 giugno      | Surrey Grass Court Championships, Surbiton                 | Erba        | Mark Otway           | 6-3, 6-4                      |
| 9  | 1962 | 20-26 agosto              | Galicia Championships, Vigo                                | Terra rossa | Manuel Santana       | 6-4, 7-9, 6-0, 1-6, 6-4       |
| 10 | 1963 | 1-6 gennaio               | Sydney Manly Seaside Championships, Sydney                 | Erba        | Mark Cox             | 6-2, 6-2                      |
| 11 | 1963 | 26-30 gennaio             | Tasmanian Championships, Hobart                            | Erba        | John Newcombe        | 7-5, 6-2                      |
| 12 | 1963 | 7-14 maggio               | Internazionali d'Italia, Roma                              | Terra rossa | Boro Jovanović       | 6-2, 4-6, 6-3, 8-6            |
| 13 | 1963 | 5-11 agosto               | German Open Hamburg, Amburgo                               | Terra rossa | Bob Hewitt           | 6-0, 0-6, 8-6, 6-2            |
| 14 | 1963 | 12-18 agosto              | Tuscany International, Viareggio                           | Terra rossa | Carlos Fernandes     | 6-4, 3-6, 1-6, 6-4, 6-4       |
| 15 | 1964 | gennaio                   | Tasmanian Championships, Hobart                            | Erba        | ?                    | ?                             |
| 16 | 1964 | 19-26 gennaio             | Australian HC, Hobart                                      | Terra rossa | Fred Stolle          | 6-4, 6-4, 8-6                 |
| 17 | 1964 | 25 febbraio - 1º marzo    | NSW Hardcourts, Tamworth                                   | Terra rossa | Fred Stolle          | 6-3, 6-3                      |
| 18 | 1964 | 16-22 marzo               | International Championships of Egypt, Alessandria d'Egitto | Terra rossa | Jan-Erik Lundquist   | 8-10, 6-3, 6-0                |
| 19 | 1964 | 23-29 marzo               | Monte-Carlo Rolex Masters, Montecarlo                      | Terra rossa | Jan-Erik Lundquist   | 6-4, 6-4                      |
| 20 | 1964 | 1-7 giugno                | Morocco International, Casablanca                          | Terra rossa | István Gulyás        | 6-4, 6-2, 6-3                 |
| 21 | 1964 | 21-27 settembre           | Torneo di Tel Aviv, Tel Aviv                               | Cemento     | Eleazar Davidman     | 6-4, 6-4, 6-1                 |
| 22 | 1965 | 5-11 aprile               | Campionati Internazionali di Sicilia, Palermo              | Terra rossa | Bill Alvarez         | 6-1, 6-1, 6-2                 |
| 23 | 1965 | 12-18 aprile              | Catania Open GP, Catania                                   | Terra rossa | Giuseppe Merlo       | 6-2, 6-3, 6-1                 |
| 24 | 1965 | 19-25 aprile              | Napoli Championships, Napoli                               | Terra rossa | Nicola Pietrangeli   | 6-4, 6-3, 6-3                 |
| 25 | 1965 | 4-11 maggio               | Internazionali d'Italia, Roma                              | Terra rossa | Manuel Santana       | 1-6, 6-4, 6-3, 6-1            |
| 26 | 1965 | 5-11 luglio               | Düsseldorf International, Düsseldorf                       | Terra rossa | Ingo Buding          | 6-4, 6-3                      |
| 27 | 1965 | 23-29 agosto              | San Sebastián International, San Sebastián                 | Terra rossa | Juan Gisbert         | 10-8, 6-2, 6-3                |
| 28 | 1965 | 6-12 settembre            | Friburgo Swiss International, Friburgo                     | Terra rossa | Boro Jovanović       | 7-5, 4-6, 6-3                 |
| 29 | 1966 | 3-9 gennaio               | East London Championships, East London                     | Cemento     | Cliff Drysdale       | 6-4, 8-6                      |
| 30 | 1966 | 21-27 febbraio            | Napoli Championships, Napoli                               | Terra rossa | Nicola Pietrangeli   | 6-3, 4-6, 7-5                 |
| 31 | 1966 | 7-13 marzo                | Colombia International, Barranquilla                       | Terra rossa | François Jauffret    | 9-11, 6-2, 7-5, 2-6, 12-10    |
| 32 | 1966 | 12-17 aprile              | River Oaks International Tennis Tournament, Houston        | Terra rossa | Nikki Pilic          | 6-2, 3-6, 6-4, 0-6, 4-5, rit. |
| 33 | 1966 | 4-10 luglio               | Düsseldorf International, Düsseldorf                       | Terra rossa | Wilhelm Bungert      | ?                             |
| 34 | 1966 | 28 aprile - 2 maggio      | Buenos Aires River Plate, Buenos Aires                     | Terra rossa | Rafael Osuna         | 6-2, 7-5, 6-3                 |
| 35 | 1967 | 1-7 gennaio               | Eastern Cape, Port Elizabeth                               | Cemento     | Bob Hewitt           | 6-4, 6-4, 6-4                 |
| 36 | 1967 | 15-21 gennaio             | Bloemfontein Free State, Bloemfontein                      | Cemento     | Bob Hewitt           | 6-3, 3-6, 8-6                 |
| 37 | 1967 | 28 febbraio -5 marzo      | Napoli Championships, Napoli                               | Terra rossa | Nicola Pietrangeli   | 6-2, 6-0                      |
| 38 | 1967 | 6-12 marzo                | Parioli Championships, Roma                                | ?           | Nicola Pietrangeli   | 0-6, 7-5, 6-4, 11-13, 6-4     |
| 39 | 1967 | 13-19 marzo               | Campania Championships, Capri                              | Terra rossa | Wieslaw Gasiorek     | 7-5, 6-3, 6-3                 |
| 40 | 1967 | 17-23 aprile              | Catania Open GP, Catania                                   | Terra rossa | Nicola Pietrangeli   | 3-6, 6-1, 6-1                 |
| 41 | 1967 | 11-17 maggio              | Internazionali d'Italia, Roma                              | Terra rossa | Tony Roche           | 6-3, 0-6, 6-4, 6-1            |
| 42 | 1967 | 1-4 giugno                | Scandinavian Championships, Helsinki                       | ?           | Ramanathan Krishnan  | 6-0, 8-6                      |
| 43 | 1967 | 5-11 giugno               | Stoccolma International, Stoccolma                         | ?           | Jan-Erik Lundquist   | 6-0, 6-2                      |
| 44 | 1967 | 12-18 giugno              | Torneo Godó, Barcellona                                    | Terra rossa | Rafael Osuna         | 5-7, 7-5, 6-4, 6-3            |
| 45 | 1967 | 10-16 luglio              | Swedish Open, Båstad                                       | Terra rossa | Jan-Erik Lundquist   | 6-3, 3-6, 4-6, 6-4, 6-1       |
| 46 | 1967 | 25-30 luglio              | Bastad Champions Cup, Båstad                               | ?           | ?                    | ?                             |
| 47 | 1967 | 7-13 agosto               | BMW Open, Monaco di Baviera                                | Terra rossa | Wilhelm Bungert      | 6-4, 3-6, 6-4, 6-4            |
| 48 | 1967 | 14-20 agosto              | Interwetten Austrian Open Kitzbühel, Kitzbühel             | Terra rossa | Wilhelm Bungert      | 6-2, 6-2, 2-6, 6-4            |
| 49 | 1967 | 11-17 settembre           | San Sebastián International, San Sebastián                 | Terra rossa | Juan-Manuel Couder   | 4-6, 2-6, 6-1, 6-1, 6-1       |
| 50 | 1967 | 18-24 settembre           | Asturias Championships, Oviedo                             | Terra rossa | Juan-Manuel Couder   | 4-6, 6-4, 6-1, 6-0            |
| 51 | 1967 | 25 settembre - 1º ottobre | Madrid Championships, Madrid                               | Terra rossa | Manuel Santana       | 7-5, 6-3, 2-6, 12-10          |
| 52 | 1968 | 8-14 aprile               | Catania Open GP, Catania                                   | Terra rossa | Ion Țiriac           | 8-6, 6-4, 6-2                 |

#### Finali perse (23)
|    | Anno | Data                 | Torneo                                                     | Superficie   | Avversario in finale | Punteggio               |
| 1  | 1960 | 30 maggio - 4 giugno | Manchester Open, Manchester                                | Erba         | Mark Otway           | 3-6, 6-2, 7-5           |
| 2  | 1960 | 4-9 luglio           | Irish Open, Dublino                                        | Erba         | Dennis Ralston       | 6-3, 6-4, 7-5           |
| 3  | 1961 | 24-30 luglio         | Dutch Open 'T Melkhuisje Tournament, Amsterdam             | Terra rossa? | Ramanathan Krishnan  | 6-2, 6-3                |
| 4  | 1962 | 17-21 aprile         | Connaught Rothmans, Connaught                              | ?            | Rod Laver            | 4-6, 6-4, 6-4           |
| 5  | 1962 | 25 giugno - 7 luglio | Wimbledon, Londra                                          | Erba         | Rod Laver            | 6-2, 6-2, 6-1           |
| 6  | 1963 | 22-27 aprile         | British Hard Court Championships, Bournemouth              | Terra rossa  | Billy Knight         | 5-7, 6-3, 6-1, 6-2      |
| 7  | 1963 | 10-16 giugno         | Kent Championships, Beckenham                              | Erba         | Ken Fletcher         | 6-3, 6-2                |
| 8  | 1963 | 15-20 luglio         | Northwest Championships, Liverpool                         | Erba         | Robert Howe          | 6-4, 8-6                |
| 9  | 1964 | 30 marzo - 5 aprile  | Aix-en-Provence Open, Aix-en-Provence                      | ?            | Pierre Darmon        | 6-4, 6-2, 6-1           |
| 10 | 1964 | 1-6 settembre        | International Championships of Yugoslavia, Zagabria        | ?            | Billy Knight         | 11-9, 6-0, 6-1          |
| 11 | 1964 | 7-13 settembre       | Opatija International, Abbazia                             | ?            | Ion Țiriac           | 6-4, 6-4, 2-6, 6-2      |
| 12 | 1965 | 4-10 gennaio         | Central India Championships, Allahabad                     | Cemento      | Ramanathan Krishnan  | 6-1, 1-6, 6-4, 6-4      |
| 13 | 1965 | 15-21 marzo          | International Championships of Egypt, Alessandria d'Egitto | Terra rossa  | István Gulyás        | 4-6, 6-4, 6-4, 9-7      |
| 14 | 1965 | 1-6 giugno           | Torneo Godó, Barcellona                                    | Terra rossa  | Juan Gisbert         | 6-4, 4-6, 6-1, 2-6, 6-2 |
| 15 | 1965 | 2-8 agosto           | Piemonte International, Novara                             | Terra rossa  | Nicola Pietrangeli   | 6-2, 6-3                |
| 16 | 1965 | 16-22 agosto         | Ortisei Championships, Ortisei                             | Terra rossa  | Nicola Pietrangeli   | 6-1, 6-4                |
| 17 | 1966 | 24-30 gennaio        | Natal Championships, Durban                                | Cemento      | Bob Hewitt           | 6-3, 6-4, 6-4           |
| 18 | 1966 | 4-10 luglio          | Düsseldorf International, Düsseldorf                       | Terra rossa  | Wilhelm Bungert      | 1-6, 6-3, 6-4, 4-6, 6-4 |
| 19 | 1966 | 1-7 agosto           | Venezia Championships, Cortina d'Ampezzo                   | Terra rossa  | Edison Mandarino     | 6-4, 2-6, 6-4, 6-2      |
| 20 | 1966 | 26-31 dicembre       | East London Championships, East London                     | Cemento      | Robert Maud          | 6-4, 6-4                |
| 21 | 1967 | 9-14 gennaio         | Le Cap Championships, Le Cap                               | Cemento      | Nikki Pilic          | 7-5, 6-2, 6-3           |
| 22 | 1967 | 3-9 aprile           | Monte-Carlo Rolex Masters, Montecarlo                      | Terra rossa  | Nicola Pietrangeli   | 6-3, 3-6, 6-3, 6-1      |
| 23 | 1967 | ?                    | Johannesburg Championships, Johannesburg                   | Cemento      | Robert Maud          | 6-4, 6-4                |

### Era open (1968-1973)

#### Vittorie (20)
|    | Anno | Data                  | Torneo                                         | Superficie  | Avversario in finale | Punteggio                 |
| 1  | 1968 | 25 aprile - 1º maggio | Napoli Championships, Napoli                   | Terra rossa | Nicola Pietrangeli   | 6-1, 6-2, 6-2             |
| 2  | 1968 | 17-23 giugno          | Torneo Godó, Barcellona                        | Terra rossa | Ingo Buding          | 6-0, 6-1, 6-0             |
| 3  | 1968 | 9-15 luglio           | Swedish Open, Båstad                           | Terra rossa | Ion Țiriac           | 8-6, 6-4, 6-4             |
| 4  | 1968 | 29 luglio - 4 agosto  | BMW Open, Monaco di Baviera                    | Terra rossa | Ion Țiriac           | 6-3, 3-6, 7-5, 6-3        |
| 5  | 1968 | 5-11 agosto           | Senigallia Open, Senigallia                    | Terra rossa | Ion Țiriac           | 6-4, 6-3, 6-2             |
| 6  | 1968 | 12-18 agosto          | Interwetten Austrian Open Kitzbühel, Kitzbühel | Terra rossa | Wilhelm Bungert      | 6-2, 6-2, 6-3             |
| 7  | 1969 | 24-30 marzo           | Parioli Championships, Roma                    | Terra rossa | Ion Țiriac           | 6-4, 6-4, 6-2             |
| 8  | 1969 | 31 marzo - 6 aprile   | Calabria Championships, Reggio Calabria        | Terra rossa | Ion Țiriac           | 6-2, 4-6, 6-3, 6-1        |
| 9  | 1969 | giugno                | Danish Championships, Copenaghen               | Cemento     | Jan Leschly          | 6-4, 4-6, 9-7, 12-14, 6-1 |
| 10 | 1969 | 28 luglio - 3 agosto  | Bad Neuenahr Championships, Bad Neuenahr       | Terra rossa | Wilhelm Bungert      | 6-3, 3-6, 13-11, 6-2      |
| 11 | 1969 | 4-10 agosto           | Senigallia Open, Senigallia                    | Terra rossa | Thomas Koch          | 13-11, 6-2, 6-2           |
| 12 | 1970 | 23-29 marzo           | Calabria Championships, Reggio Calabria        | Terra rossa | Adriano Panatta      | 8-6, 6-4, 6-4             |
| 13 | 1970 | 1-7 giugno            | Swedish International, Saltsjöbaden            | Terra rossa | Jan-Erik Lundquist   | 3-6, 4-6, 7-5, 7-5, 6-2   |
| 14 | 1970 | 2-8 novembre          | Japan Championships, Osaka                     | Cemento     | Jun Kuki             | 6-2, 6-3, 7-5             |
| 15 | 1971 | 1-6 giugno            | Swedish International, Saltsjöbaden            | Terra rossa | Jan-Erik Lundquist   | 6-0, 6-7, 6-2, 6-3        |
| 16 | 1971 | 6-12 settembre        | Reggio Emilia Championships, Reggio Emilia     | Terra rossa | Adriano Panatta      | 6-4, 7-6                  |
| 17 | 1972 | 26 giugno - 2 luglio  | Hesse Championships, Fulda                     | Terra rossa | István Gulyás        | 2-6, 2-6, 7-5, 7-5, 6-3   |
| 18 | 1973 | 30 luglio - 5 agosto  | Campionati Internazionali di Sicilia, Palermo  | Terra rossa | Jun Kuki             | 6-0, 5-7, 6-3             |
| 19 | 1973 | 20-26 agosto          | Ancona Championships, Ancona                   | Terra rossa | Vincenzo Franchitti  | 6-1, 6-2                  |
| 20 | 1973 | 10-16 settembre       | Aix-en-Provence Open, Aix-en-Provence          | Terra rossa | Julian Ganzabal      | 5-7, 0-6, 6-2, 6-3, 6-4   |

#### Finali perse (8)
|   | Anno | Data                 | Torneo                              | Superficie  | Avversario in finale | Punteggio               |
| 1 | 1969 | 28 aprile - 4 maggio | Napoli Championships, Napoli        | Terra rossa | Patricio Rodriguez   | 8-6, 6-3, 0-6, 6-3      |
| 2 | 1969 | 2-8 giugno           | Swedish International, Saltsjöbaden | Terra rossa | Jan-Erik Lundquist   | 7-9, 6-2, 6-3, 4-6, 7-5 |
| 3 | 1970 | 27 aprile - 3 maggio | Napoli Championships, Napoli        | Terra rossa | Ilie Năstase         | 6-1, 4-6, 6-4, 6-3      |
| 4 | 1970 | 21-27 settembre      | Opatija International, Abbazia      | ?           | Boro Jovanović       | 6-1, 6-4                |
| 5 | 1971 | 3-9 agosto           | Senigallia Open, Senigallia         | Terra rossa | Adriano Panatta      | 6-3, 7-5, 6-1           |
| 6 | 1971 | 17-23 agosto         | Grado Championships, Grado          | Terra rossa | Adriano Panatta      | 6-1, 6-0, 6-4           |
| 7 | 1972 | 17-23 aprile         | Catania Open GP, Catania            | Terra rossa | Paolo Bertolucci     | 6-4, 6-4, 7-6           |
| 8 | 1972 | 19-25 giugno         | Hesse Championships, Cassel         | Terra rossa | Wieslaw Gasiorek     | 6-3, 6-1                |